# Gare de Pont-Érambourg
La gare de Pont-Érambourg est une ancienne gare ferroviaire française de l'ancienne ligne de Caen à Cerisy-Belle-Étoile, située sur le territoire de la commune de Saint-Pierre-du-Regard, dans le département de l'Orne, en région Normandie.
Elle est mise en service en 1868 par la Compagnie des chemins de fer de l'Ouest et fermée à tout trafic en 1979.

## Situation ferroviaire
Établie à 79 m d'altitude, la gare de Pont-Érambourg est située au point kilométrique (PK) 288,998 de l'ancienne ligne de Caen à Cerisy-Belle-Étoile, entre les gares de Berjou et de Condé-sur-Noireau.

## Histoire
La gare fut mise en service en 1868 par la compagnie des chemins de fer de l'Ouest. Il n'y avait alors qu'une simple halte à Pont-Érambourg, lieu-dit en limite des communes de Saint-Denis-de-Méré, Saint-Pierre-du-Regard et Condé-sur-Noireau. En 1880, cette compagnie obtint l'autorisation de la classer « station » (ordonnance du 11 décembre) et d'y appliquer ainsi des tarifs de grande et petite vitesse. Au meilleur de son activité, alors que la ligne était reprise en 1908 par la Compagnie des chemins de fer de l'État, la gare de Pont-Érambourg eut à gérer plus d'une douzaine de trains de marchandises par jour, tandis que 15 trains de voyageurs s'y croisaient quotidiennement. Depuis mars 1938, la ligne a été gérée par la SNCF. Elle fut exploitée jusqu’au 3 mai 1970. Depuis 1999, la plate-forme ferroviaire est entretenue par les soins de l’Amicale pour la mise en valeur de la ligne Caen-Flers. La gare connaît une activité nouvelle grâce au Dépôt-musée de Pont-Érambourg. Depuis 2005, la ligne fait l'objet d'un débat pour sa réouverture au service TER. Finalement, le 12 décembre 2006, le conseil régional de Basse-Normandie a pris la décision de sauvegarder la ligne.

## Services
L'ancien bâtiment voyageurs est de style « standard Ouest ». Il existe dans cette gare une belle halle à marchandises du début du XXe siècle.

L'amicale pour la mise en valeur de la ligne Caen-Flers y propose des promenades en cyclo-draisines sur la voie jusqu’à l’entrée du tunnel des gouttes, via la gare de Berjou ainsi que la visite de son dépôt-musée.